# Rymosia sagulata
Rymosia sagulata är en tvåvingeart som beskrevs av Eberhard Plassmann 1976. Rymosia sagulata ingår i släktet Rymosia och familjen svampmyggor. Arten är reproducerande i Sverige. Inga underarter finns listade i Catalogue of Life.